# Televisão da Itália
A televisão da Itália foi introduzida em 1939, quando começaram as primeiras transmissões experimentais. No entanto, isso durou muito pouco tempo: quando a Itália fascista entrou na Segunda Guerra Mundial em 1940, todas as transmissões foram interrompidas e foram retomadas a sério apenas nove anos após o fim do conflito, em 3 de janeiro de 1954.
Existem duas organizações principais nacionais de televisão responsáveis pela maior parte da visualização: a estatal RAI, representando 37% do total dos índices de audiência em maio de 2014, e a Mediaset, uma rede comercial que detém cerca de 33%. O terceiro maior player, a divisão italiana da Discovery Communications, teve uma participação de 5,8%. Além dessas três companhias aéreas, a Sky Italia, plataforma de TV paga por satélite da News Corporation, está aumentando em visualizações e compartilhamentos.
Segundo a BBC, a indústria televisiva italiana é amplamente considerada dentro e fora do país por ser excessivamente politizada. Ao contrário da BBC, que é controlada por um fundo independente, a emissora pública RAI está sob controle direto do parlamento. De acordo com uma pesquisa de dezembro de 2008, apenas 24% dos italianos confiavam nos noticiários da televisão, comparado desfavoravelmente à taxa britânica de 38%, tornando a Itália um dos três países examinados, onde as fontes on-line são consideradas mais confiáveis do que as televisivas.

## História

### Começos da televisão italiana
O início do sistema de televisão pode ser encontrado na Unione Radiofonica Italiana, uma entidade pública controlada pelo regime ditatorial de Benito Mussolini. Esta empresa iniciou transmissões experimentais de televisão em 1939, embora tenham sido interrompidas logo após a Segunda Guerra Mundial. Apesar das mudanças do governo e do sistema político na Itália, a URI (que passou a ser a RAI em 1944) manteve o monopólio. Como o país precisou ser reconstruído após a guerra, o sistema de televisão não se desenvolveu até a década de 1950, quando as emissões experimentais foram retomadas.
Emissões regulares começaram em 1954 com o primeiro canal da RAI (Rai Uno), um grupo que detinha o monopólio sobre emissões de televisão através de 1976. A industrialização da Itália levou ao desenvolvimento deste sistema, que inicialmente conseguiu ser implementado em espaços públicos e casas de classe alta. Com o lançamento em 1961 de um segundo canal público (Rai Due) e o barateamento dos aparelhos de televisão, a televisão conseguiu consolidar-se em todo o país. Durante várias décadas, os canais públicos tiveram uma forte influência política, ao contrário de outros países europeus. Como o RAI era um monopólio estatal, todos os partidos políticos queriam ter presença na televisão, de modo que esse meio se tornou parte do debate político. A venda de publicidade também foi feita com base em critérios semelhantes.

### Aparecimento de televisão local e privada
Na década de 1970, mudanças importantes acontecem. O monopólio da RAI começou a vacilar com a proliferação de estações de rádio locais e independentes do sistema público e, mais tarde, de redes de televisão. Em 1971, houve o caso Telebiella, a estação regional de Biella e a primeira televisão privada da Itália, o que significou a ruptura definitiva do monopólio da RAI. Posteriormente, ocorreu uma batalha legal que não foi resolvida até 1976, quando o Tribunal Constitucional aprovou o início das transmissões de programas de rádio e televisão localmente e deu sua aprovação à Telebiella. A partir de então, vários televisores locais começaram a surgir e alcançaram seu maior desenvolvimento nos anos 80.
Por outro lado, em 1975, o controle do RAI passa do governo para o parlamento italiano, assim como a nomeação de diretores e políticas de controle. Anunciado como uma medida para garantir o pluralismo político, o controle das duas correntes passou a ser exercido por duas correntes, sendo Rai Uno democristiana e Rai Due socialista. Em 1977, as emissões de cor foram aprovadas através do sistema PAL, e em 1979 a RAI inaugurou um terceiro canal, o Rai Tre, dedicado a transmissões regionais e informativas. Embora o RAI continuasse sendo a principal mídia dominante, sua influência começou a cair.
O desenvolvimento da televisão local também marcou o início das transmissões comerciais de televisão. Várias estações como Telemilano 58 (atual Canale 5) ou Antena Nord (atual Itália 1), na prática, emitiram uma cadeia de programação nacional e foram impulsionados por vários grupos empresariais. Ao mesmo tempo, a figura de Silvio Berlusconi como presidente da Fininvest surgiu no panorama da televisão. Berlusconi, que dirigiu o Canale 5, adquiriu a Itália 1 e o Rete 4 de seus proprietários (Rusconi e Mondadori), obtendo o monopólio das transmissões privadas em todo o país. Ao mesmo tempo, a Publitalia, empresa responsável pelos benefícios da publicidade. Esta medida foi rejeitada em 1984 pelo Tribunal de Justiça italiano, que ordenou o encerramento das três cadeias por violar o monopólio da RAI. No entanto, um decreto de Bettino Craxi, então primeiro-ministro da Itália, serviu para normalizar as emissões da Fininvest e paralisar a decisão da justiça.
A partir dessa data, foi passado para um duopólio da RAI-Mediaset que revolucionou o panorama da televisão. No caso das emissoras privadas, modelo de TV Berlusconi é baseado nos preceitos do marketing e entretenimento puro e espaço publicitário na mesma serviu para abrir o mercado para novas marcas que não poderiam ser anunciadas pelo RAI . Em transmissões públicas, houve novas mudanças na composição das três cadeias que estavam começando a ser vistas a partir de 1980. Assim, a RAI novamente dividiu os enredos da influência política: Rai Uno foi controlado pelos cristãos. Democratas, Rai pelo socialismo italiano e Rai Tre pelos comunistas. Este sistema durou até 1990.
Televisão privada alcançado uma consolidação rápida na Itália e conseguiu pegar entre a população, como Fininvest levou três canais de diversificar sua programação: Canale 5 como o generalista, Itália 1 como um canal de juventude, Rete 4 para as mulheres (mais tarde para público adulto). As audiências entre a RAI e a Mediaset foram divididas e os benefícios da publicidade se multiplicaram na televisão privada. Por outro lado, o RAI começou a perder a confiança dos espectadores devido às contínuas lutas políticas pelo seu controle.

### Sistema atual
Em 1990, o Parlamento aprovou um novo sistema de televisão pelo qual as cadeias licenciadas eram obrigadas a transmitir notícias para que fossem renovadas, iniciando também uma competição no sistema de notícias. A RAI e a Fininvest abrigavam mais de 90% da audiência, enquanto outras emissoras como a Telemontecarlo tinham um peso insignificante, apesar de também serem uma rede nacional. Por outro lado, e também em parte devido à crise política italiana, a RAI mudou sua diversificação política por meio de uma diversificação de programas e conteúdos para cada canal.
Após a crise política produzida pelo processo Manos Limpias, que terminou com os partidos tradicionais, Silvio Berlusconi anunciou sua intenção de concorrer à presidência italiana sob um novo partido, Forza Italia. A nova formação alcançou rápida aceitação popular, e nisso os canais da Fininvest tiveram um papel importante. A partir daquele momento, a televisão privada foi duramente criticada por vários setores da sociedade civil, assim como Berlusconi fez o mesmo com a televisão pública nos últimos anos.
Uma nova lei de 1996 liberalizou o setor de telecomunicações e regulamentou o sistema de televisão a cabo e por satélite. Desde 1999, há uma controvérsia sobre o status legal de uma das estações de Mediaset, Rete 4, e o papel do governo de Silvio Berlusconi a esse respeito. A frequência analógica de Rete 4 seria legalmente ocupada por outro canal chamado Europa 7, a fim de romper o duopólio, para o ano de 2001. No entanto, este canal não foi ao ar porque Rete 4 continuou transmitindo apesar de um parecer do Tribunal Constitucional contra ele, e desde 2003 a situação da Europa 7 foi paralisada pela aplicação da Lei Gasparri. Em 2001, um novo canal, de propriedade da Telecom Italia, foi criado com base na Telemontecarlo, conhecida como La7.
Anos mais tarde, o sistema de televisão digital terrestre foi aprovado, através do qual novos canais de televisão surgiriam e as diferenças entre a televisão aberta e os serviços de pagamento também seriam estabelecidas. O apagão analógico foi originalmente planejado para 2008, embora tenha havido inúmeros atrasos em sua aplicação gradual.

## Televisão digital terrestre
A televisão digital terrestre foi expandida rapidamente na Itália pelas três principais redes de televisão (RAI, Mediaset e Telecom Italia). O formato escolhido para as transmissões é o DVB-T. Embora o blecaute analógico tenha sido originalmente planejado para 31 de dezembro de 2006, foi adiado várias vezes. Depois que o prazo de 2008 não foi cumprido, foi adiado novamente até o final de 2012 como prazo final. Sardenha, em 31 de outubro de 2008.
O governo de Silvio Berlusconi promoveu, em 2003, a difusão da TDT através do subsídio de decodificadores digitais com MHP. O sistema digital italiano tem uma oferta gratuita e canais de pagamento. A partir de 2005, a Mediaset e a Telecom Italia privadas começaram a oferecer PPV através de um cartão pré-pago, através do qual eventos esportivos e filmes de estreia podiam ser acessados.
RAI começou a transmitir, experimentalmente, em alta definição, por ocasião dos Jogos Olímpicos de Turim 2006. Vários eventos daqueles jogos e galas de abertura e encerramento foram expressos usando um sinal 1080i codificado em H264, eo sinal apenas podia para ser capturado por alguns decodificadores para a área de Turim. Logo depois, ele continuou a oferecer outros eventos, como o Euro 2008 ou os Jogos Olímpicos em Pequim 2008, em certas áreas através do Rai Test HD.

## TV a cabo e satélite
A televisão a cabo só foi regulamentada na década de 1970. Em 1971, surgiu o primeiro canal de televisão privado local, conhecido como Telebiella, em Biella. Em 1975, o Tribunal Constitucional resolveu o problema, autorizando as emissões de Telebiella e permitindo a transmissão por cabo com limitações: em cada cidade só poderia haver um sistema de cabo e um único canal local. A televisão a cabo não foi liberalizada até a década de 1990, quando a Telecom Italia (Alice) e a Fastweb começaram a desenvolver sistemas de transmissão por cabo e IPTV.
As plataformas digitais de TV por satélite não foram desenvolvidas até a década de 1990. Em 1997, duas plataformas surgiram, conhecidas como Tele + e Stream TV, que acabariam por se fundir em uma: a Sky Italia, de propriedade de Rupert Murdoch. A plataforma SKY transmite através do satélite Hotbird, e tem transmissões de alta definição entre outros serviços. Por outro lado, foi anunciado para junho de 2009 o lançamento do Tivu, um serviço de satélite gratuito que tem em sua participação acionária com a RAI, Mediaset e Telecom Italia. SKY tem mais de 4 milhões de assinantes.

## Empresas de TV por assinatura
| Plataforma       | Proprietário    | Assinantes | Transmissão |
| ---------------- | --------------- | ---------- | ----------- |
| Sky Italia       | Sky plc         | 4,700,000  | DTH         |
| Mediaset Premium | Mediaset        | 2,700,000  | DTT         |
| Europa 7 HD      | Centro Europa 7 | —          | DTT         |

## Canais de TV abertos
Há também um grande número de canais "piratas" que transmitem videoclipes durante o dia e promovem chamadas para telefones eróticos ou sites de chat de conteúdo sexual. Isso acontece principalmente em Roma.

## Canais mais vistos
A Auditel mede as classificações de televisão na Itália. Os dois canais mais assistidos ainda são o Rai 1 e o Canale 5, que juntos compartilham 33% do público. Seguindo estes em termos de classificações são Rai 3 e Rai 2 com 14% da quota total e, finalmente, um terceiro grupo de estações composto por Itália 1 e Rete 4, que juntos chegam a 12% das classificações de TV. Além do sétimo ex analógico de televisão La7 com uma quota de mercado de 4%. Todos os seis canais generalistas da RAI e da Mediaset tiveram uma audiência diária ligeiramente inferior em 2013 em comparação com anos anteriores, enquanto a plataforma de TV paga da News Corporation denominou Sky Italy (com seus canais como Fox, Fox Crime, Sky Cinema e Sky Sport), canal nacional La7 propriedade da Cairo Communication e várias novas estações digitais de sinal aberto (como Giallo, Rai 4, Iris, La5, Tempo Real, K2, Rai Premium, Top Crime, Sky, DMAX) estão aumentando em avaliações dia a dia.
| Posição | Canal       | Fundação | Proprietário                        | 2008  | 2009  | 2010  | 2011  | 2012  | 2013  | 2014 | 2015 | 2016  | 2017  |
| ------- | ----------- | -------- | ----------------------------------- | ----- | ----- | ----- | ----- | ----- | ----- | ---- | ---- | ----- | ----- |
| 1       | Rai 1       | 1954     | RAI                                 | 22.86 | 22.99 | 22.33 | 21.80 | 20.63 | 19.86 | 18.1 | 18.3 | 17.84 | 17.43 |
| 2       | Canale 5    | 1980     | Mediaset                            | 21.82 | 20.96 | 20.67 | 20.33 | 20.50 | 18.78 | 17.0 | 15.9 | 14.95 | 15.37 |
| 3       | Rai 3       | 1979     | RAI                                 | 9.11  | 9.31  | 9.06  | 9.07  | 8.46  | 7.75  | 8.5  | 7.7  | 7.38  | 6.73  |
| 4       | Rai 2       | 1961     | RAI                                 | 11.29 | 11.27 | 10.38 | 10.60 | 8.90  | 9.02  | 8.3  | 7.6  | 6.77  | 6.62  |
| 5       | Italia 1    | 1982     | Mediaset                            | 11.48 | 11.09 | 11.18 | 10.83 | 10.68 | 9.22  | 8.3  | 6.18 | 6.54  | 5.97  |
| 6       | Rete 4      | 1982     | Mediaset                            | 8.63  | 8.22  | 8.68  | 8.28  | 7.47  | 6.79  | 6.7  | 5.42 | 5.03  | 4.89  |
| 7       | La7         | 2001     | Cairo Communication                 | 2.71  | 3.02  | 2.97  | 3.08  | 3.18  | 3.06  | 3.82 | 3.68 | 3.76  | 3.26  |
| 8       | Real Time   | 2005     | Discovery Communications            | 0.90  | 0.90  | 0.90  | 0.90  | 0.90  | 0.90  | 1.09 | 1.4  | 1.53  | 1.52  |
| 9       | DMAX        | 2011     | Discovery Communications            | N.E.  | N.E.  | N.E.  | N.E.  | N.E.  | N.E.  | 0.90 | 0.90 | 1.32  | 1.40  |
| 10      | Rai Yoyo    | 2006     | RAI                                 | N.E.  | 0.90  | 0.90  | 0.90  | 0.90  | 0.90  | 0.90 | 0.90 | 1.34  | 1.38  |
| 11      | Iris        | 2007     | Mediaset                            | N.E.  | N.E.  | 0.90  | 0.90  | 0.90  | 0.90  | 0.90 | 1.26 | 1.31  | 1.31  |
| 12      | Cielo       | 2009     | News Corporation                    | N.E.  | N.E.  | N.E.  | N.E.  | 0.90  | 0.90  | 0.90 | 0.90 | 0.90  | 1.30  |
| 13      | Top Crime   | 2013     | Mediaset                            | N.E.  | N.E.  | N.E.  | N.E.  | N.E.  | N.E.  | N.E. | N.E. | 1.05  | 1.06  |
| 14      | Rai Premium | 2003     | RAI                                 | 0.90  | 0.90  | 0.90  | 0.90  | 0.90  | 0.90  | 0.90 | 1.25 | 1.14  | 1.06  |
| 15      | Rai Movie   | 1999     | RAI                                 | 0.90  | 0.90  | 0.90  | 0.90  | 0.90  | 0.90  | 0.90 | 0.92 | 0.95  | 1.03  |
| 16      | Boing       | 2004     | Mediaset Turner Broadcasting System | 0.90  | 0.90  | 0.90  | 0.90  | 0.90  | 0.90  | 1.05 | 0.99 | 0.90  | 0.99  |
| 17      | Rai 4       | 2008     | RAI                                 | N.E.  | N.E.  | N.E.  | 0.90  | 0.90  | 0.90  | 0.98 | 1.1  | 0.96  | 0.92  |